# 2012年ロンドンオリンピックのモナコ選手団
2012年ロンドンオリンピックのモナコ選手団（2012ねんロンドンオリンピックのモナコせんしゅだん）は、2012年7月27日から8月12日までイギリスのロンドンで開催されたロンドンオリンピックモナコ選手団の名簿。

## 選手団
- 人員: 選手 6人
- 開会式旗手: アンジェリーク・トランキエ

## 種目別選手・スタッフ名簿及び成績

### 陸上競技
- Brice Etès（男子800m）失格 予選敗退

### 柔道
- Yann Siccardi（男子60kg級）第3回戦敗退

### ボート
- Mathias Raymond（男子シングルスカル）18位

### セーリング
- Damien Desprat（男子レーザー級）45位

### 競泳
- アンジェリーク・トランキエ（女子100m背泳ぎ）1分10秒79 予選敗退

### トライアスロン
- Herve Banti（男子）1時間52分42秒